# Aero Ae 02

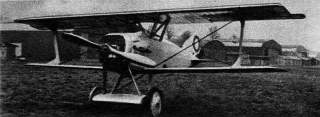
Aero Ae 02 năm 1921.

Aero Ae 02 là loại máy bay tiêm kích đầu tiên được thiết kế chế tạo ở Tiệp Khắc.

## Tính năng kỹ chiến thuật (Ae 02)
Đặc tính tổng quan
- Kíp lái: 1
- Chiều dài: 5,45 m (17 ft 11 in)
- Sải cánh: 8,24 m (27 ft 0 in)
- Chiều cao: 2,7 m (8 ft 10 in)
- Diện tích cánh: 16,7 m2 (180 foot vuông)
- Trọng lượng rỗng: 545 kg (1.202 lb)
- Trọng lượng có tải: 867 kg (1.911 lb)
- Động cơ: 1 × Hispano-Suiza 8Ba , 164 kW (220 hp)

Hiệu suất bay
- Vận tốc cực đại: 225 km/h (140 mph; 121 kn)
- Vận tốc lên cao: 2,87 m/s (565 ft/min)

Vũ khí trang bị

- Súng: 2 x Súng máy Vickers.303